# Sherwood Johnston
Sherwood Johnston, né le 29 septembre 1927 et décédé le 9 octobre 2000 à Eureka (Californie) à 73 ans, est un ancien pilote automobile américain en voitures de sport puis en monoplaces, sur circuits.

## Biographie

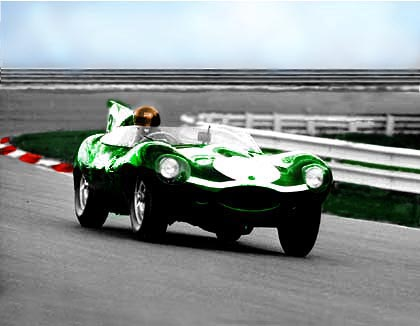
Une Jaguar D-Type.

Sa carrière s'étale régulièrement de 1951 (débuts nationaux sur Jaguar XK120, durant deux saisons) à 1956, puis il reprend le volant en 1969 et 1970 pour disputer une quinzaine de courses en Formule 5000 (sur Lola T142, puis Surtees TS5).
Il obtient deux titres de Champion des États-Unis de voitures de sport, en 1952 (sur Jaguar Special, 5 victoires en 11 courses) et 1955 en classe C modifiée (sur Jaguar D-Type et Ferrari), finissant également vice-champion en 1954 pour la classe B modifiée avec l'écurie de Briggs Cunningham.
Il remporte notamment le Grand Prix de Watkins Glen devant Bill Spear en 1955 (alors disputé sur 100 miles) pour le compte de l'équipe de Cunningham, participant avec ce dernier aux 24 Heures du Mans 1955 sur la Cunningham C6-R, après être monté sur le podium de l'édition mancelle précédente : troisième en 1954 avec son compatriote Spear toujours pour la même écurie, mais sur la version C4-R à moteur Chrysler 5.5L V8 -victoire de classe 8L.-, Cunningham lui-même finissant alors cinquième. Johnston termine également troisième des 12 Heures de Sebring, et des 12 Heures de Reims en 1953 (première sortie de l'écurie Cunnigham en Europe), puis de nouveau à Sebring en 1955 avec Spear. En 1955, il remporte encore le Trophée de Nassau (Bahamas) avec la D-Type lors du Trophée du Gouverneur, puis en 1956 il s'impose en endurance à la troisième et dernière édition des 6 Heures de Torrey Pines.
Il ne doit pas être confondu avec James Johnston, champion des États-Unis de voitures de sport pour la classe D-modifiée en 1958, sur Ferrari.